# Triphaenopsis
Triphaenopsis é um gênero de traça pertencente à família Arctiidae.